# St. Maria Magdalena (Hagenstetten)

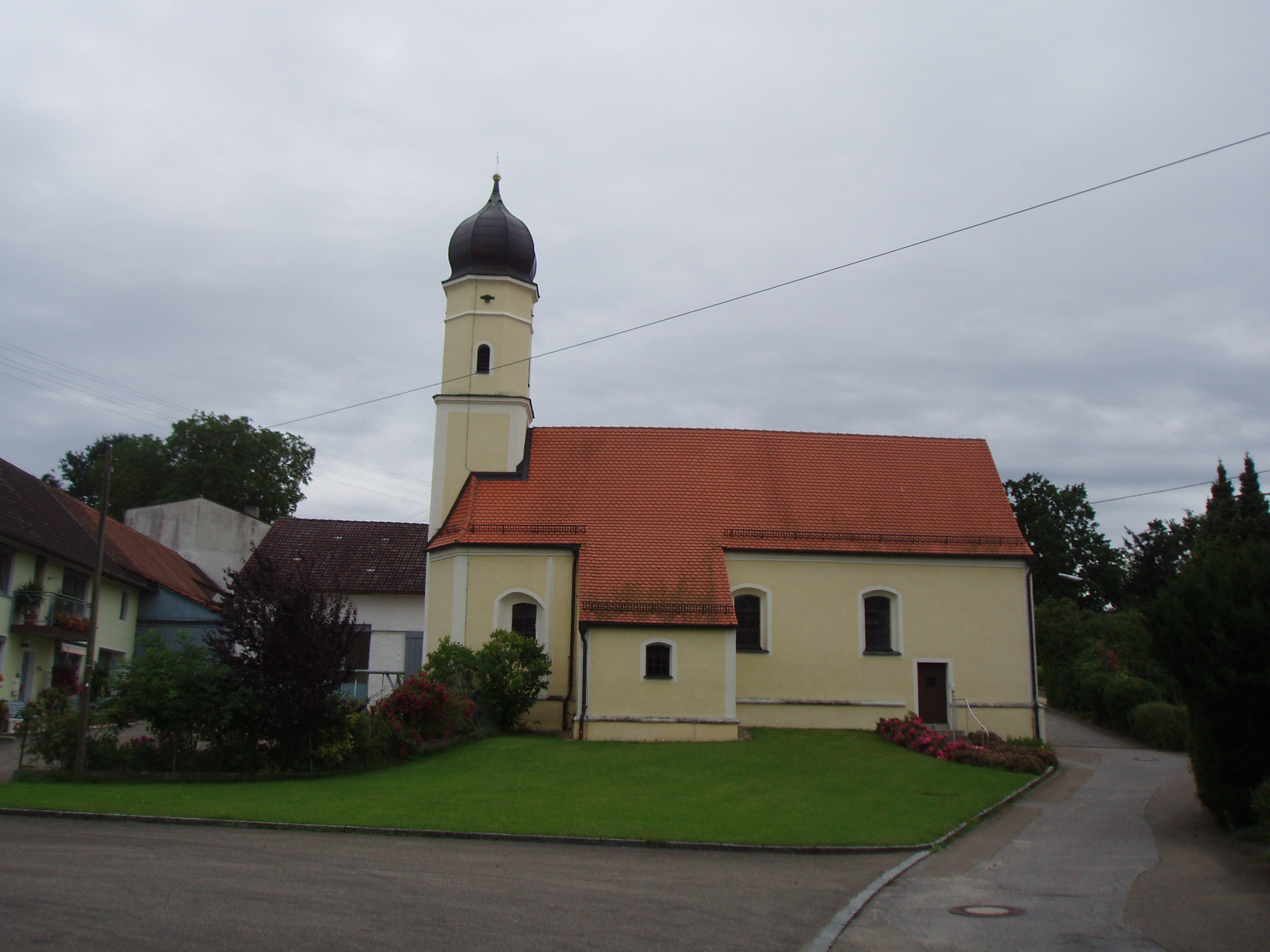
Kirche St. Maria Magdalena

Die Filialkirche St. Maria Magdalena ist die katholische Kirche in Hagenstetten, einem Ortsteil der Gemeinde Oberdolling im Landkreis Eichstätt (Bayern).

## Beschreibung
Die Kirche vom Typ einer Chorturmkirche hat einen gotischen, in der Barockzeit erhöhten Turm und ein in der Barockzeit erbautes und Ende des 19. Jahrhunderts erweitertes Langhaus. Von der Ausstattung sind die zwei Holzplastiken des Altars erwähnenswert, der hl. Johannes der Evangelist und die hl. Maria Magdalena, beide um 1500 entstanden.